# Kaschmir-Wühlmäuse
Kaschmir-Wühlmäuse (Hyperacrius) sind eine Nagetiergattung mit zwei Arten, die in der Region Kaschmir im Norden Pakistans und Indiens vorkommen.

## Die Arten
Folgende Arten zählen zur Gattung.
- Die Kaschmir-Wühlmaus (Hyperacrius fertilis) bevorzugt höhere Lagen oberhalb der Baumgrenze zwischen 2.450 und 3.600 Meter Höhe. Sie wird von der IUCN als gering gefährdet (near threatened) gelistet.
- Die Pakistan-Wühlmaus (Hyperacrius wynnei) wird meist in Lichtungen von Nadelwäldern zwischen 1.800 und 3.000 Meter Höhe angetroffen. Die Art gilt als nicht gefährdet (least concern).

## Merkmale
Die Kopf-Rumpf-Länge beträgt 96 bis 138 mm, der Schwanz wird 24 bis 40 mm lang und das Gewicht variiert zwischen 21,5 und 60 g. Verglichen mit den Gebirgswühlmäusen (Alticola) besitzen die Arten ein kürzeres und dichteres Fell. Es hat bei der Kaschmir-Wühlmaus oberseits eine rotbraune Farbe, die ohne markante Abgrenzung in die ockerfarbene Unterseite übergeht. Bei der Pakistan-Wühlmaus kommen abhängig von der Jahreszeit zwei Farbvarianten vor. Bei der hellen Variante hat das Fell der Oberseite eine gelbbraune Farbe, während die Unterseite grau mit einer braunen Schattierung gefärbt ist. Die dunkle Phase ist durch eine glänzend braune bis schwarzbraune Oberseite sowie eine etwas hellere Färbung der Unterseite gekennzeichnet, die durch gelbe oder weiße Haarspitzen hervorgerufen wird. Die Kaschmir-Wühlmaus ist allgemein etwas größer als die Pakistan-Wühlmaus. Neben der Textur des Fells unterscheiden sich die Arten von den Gebirgswühlmäusen durch abweichende Details des Schädelbaus. Mit Ausnahme des Daumens, der mit einem flachen Nagel bedeckt ist, besitzen alle Finger und Zehen lange schmale Krallen.

## Lebensweise
Vor allem die Pakistan-Wühlmaus gräbt Tunnelsysteme, die in der warmen Jahreszeit 3 bis 7,5 cm unter der Erdoberfläche, sowie im Winter in der Schneedecke liegen. Die Kaschmir-Wühlmaus sucht häufiger auf dem Boden nach Nahrung. Oft liegen die Baue der Individuen dicht beieinander, was als lose Kolonie gedeutet wird. Beide Arten fressen Pflanzenteile, wie Gras, Stängel oder Wurzeln.
Bei Weibchen kommen pro Saison zwei bis drei Würfe mit jeweils zwei bis drei Jungtieren vor. Während der Fortpflanzungszeit wird eine Kammer mit Gras gepolstert.